# Mördarna finns mitt ibland oss
Mördarna finns mitt ibland oss, är en tysk film från 1946.
Mördarna finns mitt ibland oss var den första tyska filmen som gjordes efter andra världskriget. Den spelades in 1945-1946 i Potsdam-Babelsberg.